# Männerbad (Dürer)

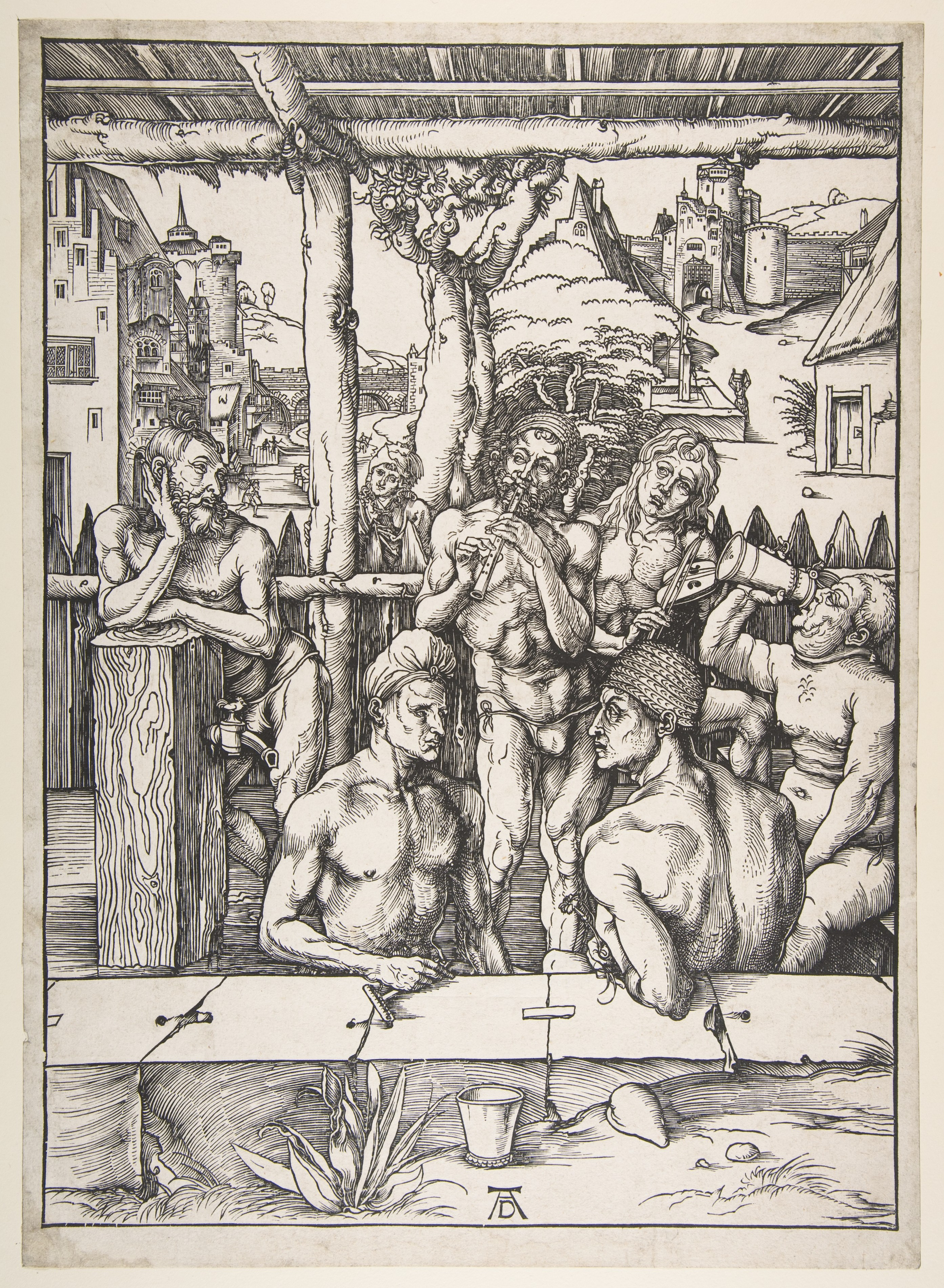
Männerbad

Männerbad ist ein Holzschnitt von Albrecht Dürer, der um 1496/1497 entstand. Die Druckgrafik zeigt vier Männer in einer Badelaube, die zwei Musizierenden lauschen, während von außen ein Jugendlicher die Szene beobachtet.
Auf den ersten Blick scheint Dürer im Männerbad den männlichen Akt in wechselnden Posen darzustellen, doch die vermeintliche Studie zeugt von visualisiertem Humor und Homoerotik. Des Weiteren wird das Männerbad als Allusion auf die damals noch unbekannte Seuche, die Syphilis, angesehen. Man nimmt auch allgemein an, dass Dürers Frauenbad als Pendant zu seinem Männerbad gedacht war.

## Beschreibung

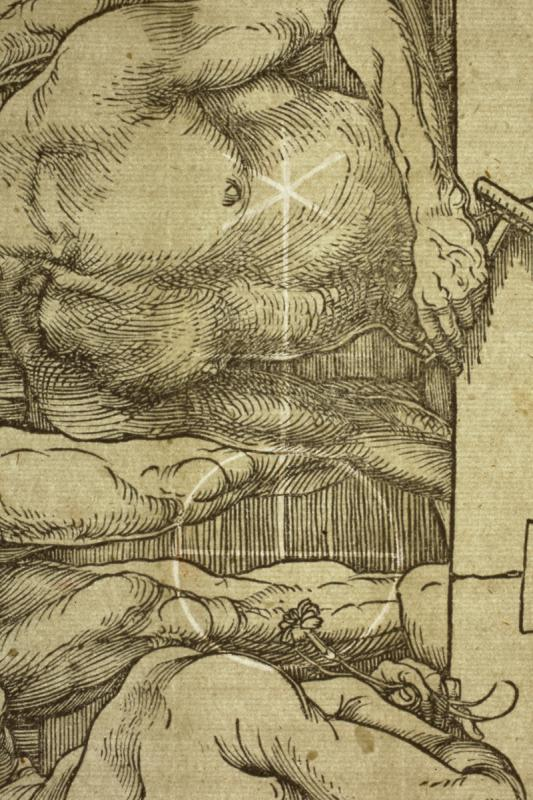
„Der große Reichsapfel mit Strich und Stern“, um 1498 verwendetes Wasserzeichen im Papier von Dürers Männerbad

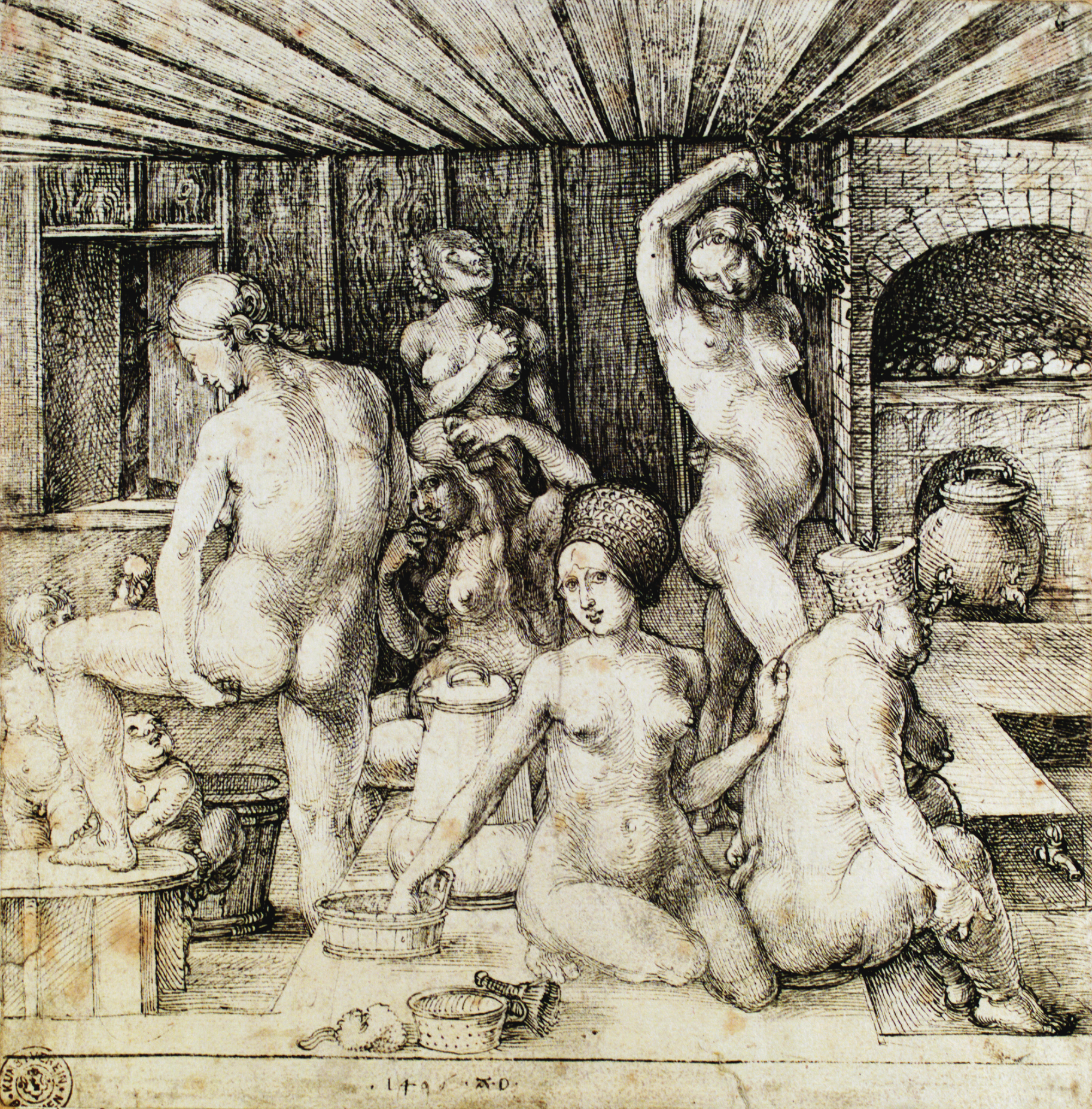
Dürers Frauenbad

Dürers badende Männer sind allesamt athletisch und anatomisch korrekter ausgeführt als seine Figuren vor seiner Italienreise, von der er 1495 heimgekehrt war. Bis auf den außen stehenden jungen Mann sind alle Männer kaum bekleidet. Links im Bild lehnt einer der Männer an einem Brunnenstock, während rechts außen ein Sitzender aus einem Krug trinkt. Im Vordergrund sind zwei männliche Halbfiguren hinter der Brunneneinfassung zu sehen, einer hält einen Rückenschaber in der Hand, der andere kehrt dem Betrachter den Rücken zu, in der Hand eine Blume haltend. Der junge Mann im Hintergrund steht hinter einem Zaun und beobachtet von außen die Gruppe, die zwei Musikanten lauscht, welche eine Flöte und eine Fiedel spielen. (Was wie eine Flöte aussieht, ist ein Doppelrohrblattinstrument wie die moderne Oboe. Deshalb die Pausbacken des Spielers. Wahrscheinlich handelt es sich um eine Douçaine, da die Schalmei für das Musizieren mit einem Streichinstrument viel zu laut gewesen wäre. Das Streichinstrument ist eine Rebec. Aus der maurischen Tradition [Rebab] über Spanien verbreitete sich das aus einem Stück geschnitzte, birnenförmige, dreisaitige Streichinstrument in ganz Europa. Erst mit dem Siegeszug der Violine um 1600 verschwand die Rebec von der Bildfläche. Im Mittelalter besonders zur Unterstützung der Singstimmen in großen Kirchen verwendet, wurde sie im 15. Jh. auch von fahrenden Musikanten gespielt.) Die Männer halten sich anscheinend nach einem Schwitzbad unter einer Laube im Freien auf. Auf der Erde vor der Steinbrüstung spielt über Dürers Monogramm ein Becher zwischen Pflanzen und Steinen auf Rekreation oder Alkoholgenuss an. Hinten im Bild erstrecken sich links eine Häuserreihe und eine Stadtmauer einen Fluss entlang bis zu einer Steinbrücke und einer Burg mit offenem Tor. Rechts vom zentral stehenden Fruchtbaum steht ein Haus, aus dem eine Frau Wasser holt. Das Haus mit steilem Satteldach kann zusammen mit der vom rechten Bildrand überschnittenen Hütte als das Badehaus angesehen werden. Offene Badelauben dieser Art hatte es zu der Zeit außerhalb der Städte tatsächlich gegeben, meist an Heilwasserquellen.
Das Blatt im Städel Museum hat eine Größe von 392 × 283 mm (Einfassungslinie 389 × 280 mm), das Metropolitan Museum Exemplar die Maße 387 × 279 mm an und das Exemplar der Royal Collection Trust 393 × 285 mm.

## Interpretationen

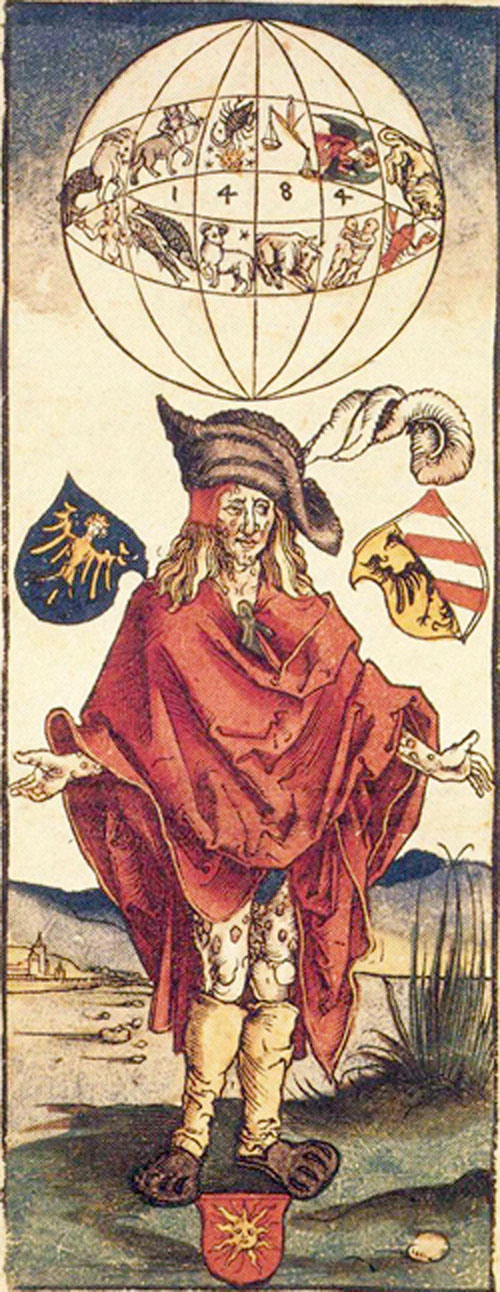
Dürers Syphilitiker von 1496

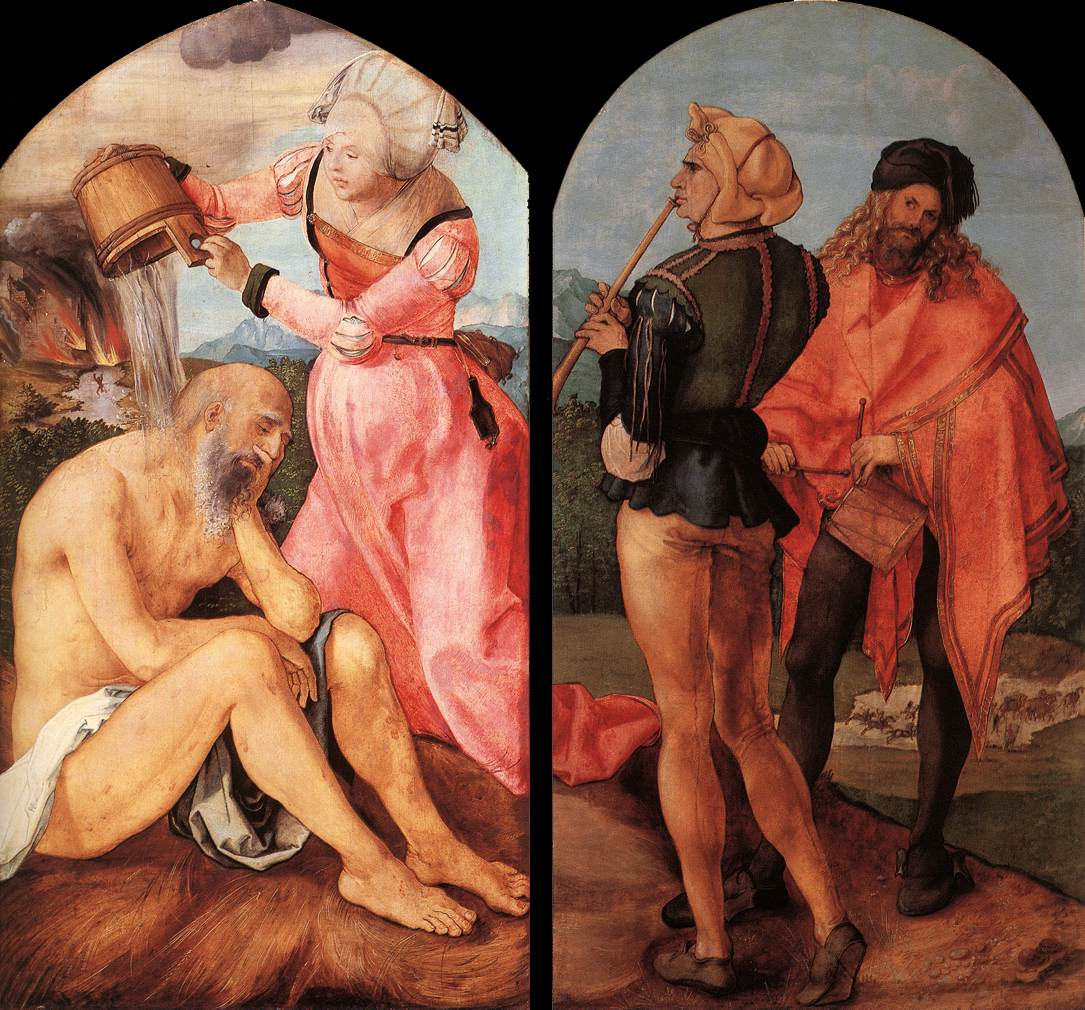
Dürers Jabach-Altar (1504)

Dürers Frauenbad wird zumeist als Entwurf für ein Pendant zu seinem Männerbad angesehen, obwohl ersteres nahezu quadratische Maße hat und die Frauen in einer deutlichen Generationenabfolge abgebildet sind, was bei den Männern nicht zutrifft. Das Frauenbad ist auch einer der Gründe, warum das Männerbad in die Zeit nach Dürers Rückkehr von seiner Italienreise datiert wird. Wahrscheinlich ist es der früheste größere Holzschnitt und auch das erste graphische Blatt mit seinem Monogramm als Verlagszeichen, die er nach seiner Rückkehr aus Italien veröffentlichte.
Die kunsthistorische Forschung hat weitreichende Auslegungen für die Komposition vorgeschlagen, die sowohl im Ganzen als auch in den Einzelheiten bedeutungsvoll wirkt.
Drei der Figuren im Männerbad werden als Dürers Freunde identifiziert, während der Künstler sich möglicherweise gar in den vier anderen selbst porträtierte. Der auf einen Brunnenstock gestützte Mann ist wohl Dürer selbst, der melancholisch zu dem beleibten sitzenden Trinker hinüberschaut, welcher eindeutig seinen Freund Willibald Pirckheimer darstellt. Homoerotisch gefärbte Wendungen aus Dürers Briefen an Pirckheimer lassen Raum für Spekulationen offen, auch die wohl von Pirckheimer in griechischer Schrift und Sprache auf Dürers Zeichnung Porträt Willibald Pirckheimer eingetragenen Worte. Das von einem kleinen Hahn bekrönte Rohr des Brunnenhahnes, unmittelbar neben der Scham des auf den Brunnenpfosten gestützten Melancholikers, weist auch in Richtung des Dicken. Der Hahn steht symbolisch sowohl für das Membrum virile als auch für die Geschlechtskrankheit Syphilis (auch Morbus gallicus, Latein gallus für Hahn), wie der Vergleich mit verschiedenen Flugblättern zeigte. Die Deutung der am Brunnenstock lehnenden Figur als Michael Wolgemut wurde schon 1897 vom Kunsthistoriker Karl Voll verworfen, da weder die Ähnlichkeit noch das Alter mit dem ehemaligen Lehrmeister Dürers stimmig sind.
Die beiden einander zugewandten Männer im Vordergrund werden als Dürers Freunde – Lukas und Stephan Paumgartner – identifiziert, erkennbar aus Dürers früher erstelltem sogenannten Paumgartner-Altar, worin die beiden porträtiert sind. Während die Identität der Paumgartner-Brüder offensichtlich ist, ist eine Ähnlichkeit des Dicken mit den Porträts Pirckheimers weniger überzeugend.
Die zwei Musikanten sind mit den lasziven Freunden Hiobs in Dürers Jabach-Altar vergleichbar, die er 1504 ebenfalls mit einer Selbstdarstellung und mit sexualsymbolisch konnotierten Musikinstrumenten kombinierte. Auch der in die Hand gestützte Kopf des Hiob erinnert an den Melancholiker aus dem Männerbad. Bei dem jungen Zaungast lassen sich die Gesichtszüge Albrecht Dürers erahnen; er erinnert an seinen Syphilitiker aus derselben Zeit (in Ulsenius’ Flugblatt). Dürer spielte vielleicht auf Pirckheimers Vorliebe für junge Soldaten an, mit denen die Syphilis in die Stadt kam. Wie schon beim Frauenbad der Voyeur wirkt auch hier der Zuschauer hinterm Zaun wie ein Spiegelbild des Betrachters.
Die Figuren des Männerbades stehen möglicherweise für die fünf Sinne: Dürer als Hören, Pirckheimer als Schmecken, die Figur mit der Blume als Riechen, sein Begleiter als Fühlen und der Betrachter im Hintergrund als Sehen. Eine andere Lesart lässt an die vier Säfte denken; das Schema der vier Temperamente war seinerzeit sehr populär: Dürer ist der Melancholiker, der Dicke ist phlegmatisch, der Choleriker hält ein Schabmesser und der Sanguiniker eine Blume.
Edgar Wind, der als erster diese Deutung machte, sah darüber hinaus in der Szenerie eine Travestie des Dionysoskults, der korpulente Mann mit dem Trinkgefäß den Bacchus darstellend.
Den aktuellen Bezug mag die Tatsache haben, dass 1496 die Bordelle und öffentlichen Bäder in Nürnberg geschlossen wurden, um die Ausbreitung der Syphilis durch die „tägliche Beywonung“ mit infizierten Partnern zu verhindern.